# 啊 (Superfly單曲)
《啊》（あぁ）為日本歌手Superfly於2011年6月29日發行的13th單曲。

## 解說
- 〈啊〉為6月15日發行的3rd專輯《Mind Travel》收錄曲〈Ah〉的有歌詞版本。原本有歌詞的版本已先製作完成，但專輯收錄時因越智的要求另外製作的無歌詞版本，並將此版本收錄在專輯中。[1]。
- 本單曲僅發行CD ONLY版本，因收錄一曲，特別售價555日圓。

## 發行版本
- CD ONLY

## 曲目
1. （啊）
作詞：越智志帆　作曲：多保孝一　編曲：蔦谷好位置